# Xanthorhoe ida
Xanthorhoe ida là một loài bướm đêm trong họ Geometridae.